# Fiqh
Fiqh (arabisk: فقه) er islamisk jura eller retsvidenskab. Ordet betyder egentlig "indsigt". Fiqh blev udviklet i 7. og 8. århundrede. 
Man skelner mellem sharia, fiqh (islamisk jura) og islamisk lov. Sharia er et abstrakt begreb, der dækker over guddommeligt åbenbarede anvisninger, som imidlertid kun Gud kender i detaljer. Fiqh eller islamisk jura er muslimers menneskelige og derfor ufuldkomne forsøg på at komme frem til en forståelse af sharia ved fortolkning af Koranen og andre religiøse tekster. Islamisk lov er omsætningen af indsigten fra fiqh til konkrete lovtekster og paragraffer. Islamisk lov er i modsætning til de to andre et relativt nyt fænomen, der opstod fra 1800-tallet med grundlæggelsen af moderne stater i den muslimske verden efter vestlig inspiration. Hvert land, der anvender islamisk lov, har sin egen lovtekst, der typisk er inspireret af standpunkter indenfor den islamiske jura.
Islamisk jura er præget af en række forskellige retsskoler, der anerkender hinandens fortolkninger efter princippet om "enighed om uenighed". Man accepterer hermed, at sharia kan udlægges på mange måder, hvor ingen kan være helt sikker på, hvad den rigtige fortolkning er.

## Forholdet mellem fiqh og sharia
Indenfor islamisk tankegang er sharia Guds vilje åbenbaret til profeterne. Sharia er dermed et abstrakt teologisk og juridisk begreb, som refererer til Guds åbenbarede anvisninger til mennesket, men det er kun Gud selv, der kender shariaens præcise indhold. Muslimske retslærde er nødsaget til at forsøge at udlede Guds intentioner fra Koranen og forskellige andre tekster. Denne udledning kaldes fiqh eller islamisk jura. Da der er uenighed om, hvordan de religiøse tekster skal fortolkes, findes der adskillige skoler indenfor den islamiske retslære. Der er altså en vigtig skelnen mellem sharia, som er et abstrakt islamisk ideal om at forstå Guds anvisninger, og fiqh, som udgør muslimers forsøg på med konkrete fortolkninger at udlede disse anvisninger fra de religiøse tekster.

## Islamisk jura og islamisk lov
Den islamiske jura har spillet en rolle i førmoderne retssystemer i den muslimske verden, men har ikke udgjort egentlig lovgivning. Den kan derimod opfattes som en diskussion imellem islamiske retskyndige, der diskuterer idealet for et godt muslimsk liv. Man kan sammenligne situationen med græsk filosofi: Der findes ikke én tekst, der hedder "græsk filosofi"; det er et abstrakt begreb, der omfatter århundreders diskussioner mellem Sokrates, Platon, Aristoteles og mange andre, som havde forskellige holdninger på en række vigtige områder. Ligeledes har den islamiske juridiske tradition mange lærde, der på grundlag af islamiske kildetekster diskuterer nogle af de samme spørgsmål som de græske filosoffer.
Da der blev grundlagt moderne nationalstater i den muslimske verden i det 19. og 20. århundrede, opstod der et nyt fænomen: islamisk lov, der var en krydsning mellem islamisk jura (dvs. fiqh) og europæiske retssystemer. Den islamiske lov er disse nationalstaters fortolkning af diskussionerne indenfor fiqh samt disse fortolkningers omsætning til konkrete lovtekster skrevet på paragrafform og håndhævet af europæisk inspirererede retssystemer. Denne overgang til lovbaserede moderne retssystemer medførte en sekularisering af staten og førte til omfattende debatter om islams rolle i samfundet i mange lande.